# Ezzatolah Entezami

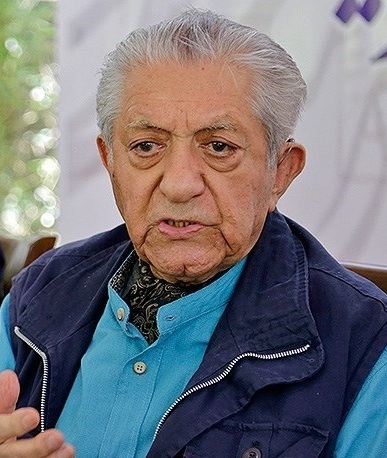
Ezzatolah Entezami, 2015

Ezzatolah Entezami (auch Ezatollah Entezami; persisch عزت‌الله انتظامی; * 21. Juni 1924 in Teheran; † 17. August 2018 ebenda) war ein iranischer Schauspieler.

## Karriere
1941 stand Ezzatolah Entezami erstmals als Schauspieler auf der Bühne. Er besuchte die Hochschule für Musik und Theater Hannover und erlangte dort 1958 seinen Abschluss. 1969 feierte er in Dariush Mehrjuis Kinofilm Die Kuh  sein Debüt als Filmschauspieler. Der Film erhielt 1971 den Goldenen Hugo auf dem Chicago International Film Festival.
Entezami zählte zu den bekanntesten iranischen Schauspielern. Er wirkte in zahlreichen Filmen mit und arbeitete neben Dariush Mehrjui mit bekannten iranischen Regisseuren wie Mohsen Makhmalbaf, Ali Hatami und Nasser Taghvai zusammen. Auf dem Internationalen Fajr-Filmfestival in Teheran wurde er zweimal als bester Schauspieler ausgezeichnet.

## Filmographie (Auswahl)
In folgenden Produktionen wirkte Entezami als Schauspieler mit.
- 1969 – Die Kuh (Gāv)
- 1970 – Postchi (Der Briefträger)
- 1970 – Āghā-ye Hallou (Herr Hallou)
- 1972 – Sattār Khān (Herr Sattar)
- 1975 – Bongāh-e teātrāl (Das Theater Unternehmen)
- 1976 – Malakout
- 1977 – Īn Gorouh-e Mahkumin
- 1978 – Dāyereh Minā (Der Mina Kreis)
- 1980 – Hayāt-e Poshti-e Madrese-ye Adl-e-Afagh (Der Hinterhof der Adl-e Afagh Schule)
- 1982 – Hajji Washington
- 1983 – Khāneh-ye Ankabut (Das Spinnenhaus)
- 1984 – Kamalolmolk
- 1986 – Ejāreh-Neshīn-hā (Die Hausbesetzer)
- 1986 – Chamedān (Der Koffer)
- 1987 – Shīr Sang-i (Der steinerne Löwe)
- 1989 – Kashtī-ye Āngelicā (Angelicas Schiff)
- 1989 – Dar Masir Tondbād
- 1990 – Hamoun
- 1992 – Nassereddin Shah, Āctor-e Cinemā (Nassereddin Schah, der Filmschauspieler)
- 1993 – Khāneh-ye Khalvat (Das leerstehende Haus)
- 1995 – Ruz-e vagh'e
- 1995 – Rusari-ye Ābi (Das blaue Kopftuch)
- 1999 – Bānu (Die Dame)
- 2001 – Sāye-ye roshan (Der helle Schatten)
- 2002 – Khaneh-ī ru-ye āb (Ein Haus auf dem Wasser)
- 2003 – Jā-yī barāye Zendegī (Ein Ort zum Leben)
- 2003 – Gāv-e khuni (Die blutende Kuh)
- 2005 – Hokm